# Historia Zakładów Azotowych w Tarnowie-Mościcach

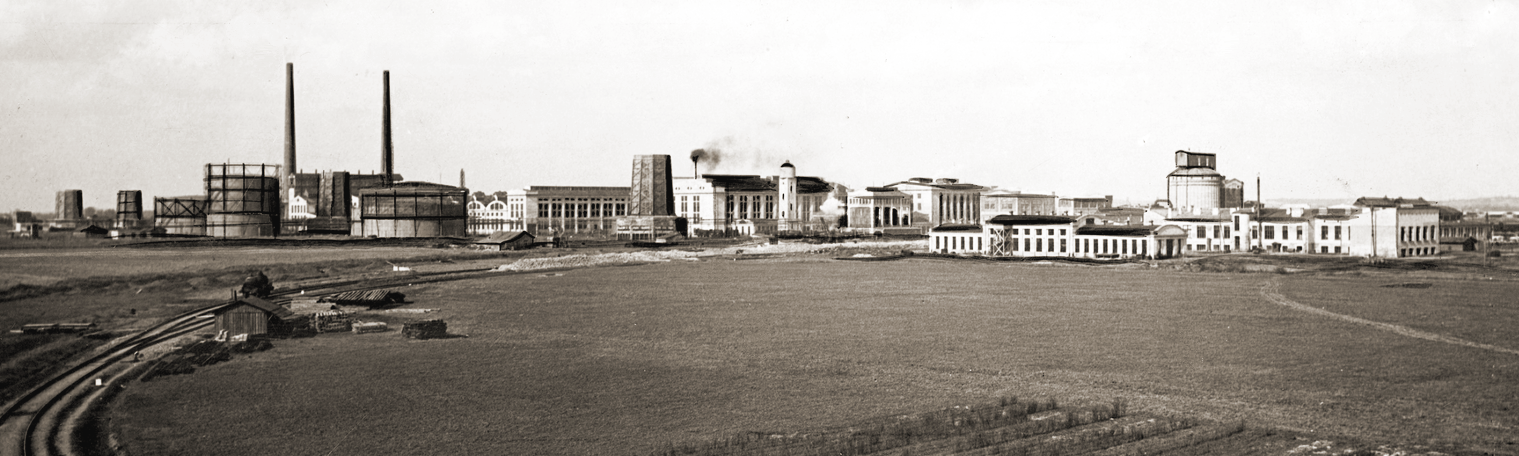
Państwowa Fabryka Związków Azotowych w Mościcach – panorama 1932

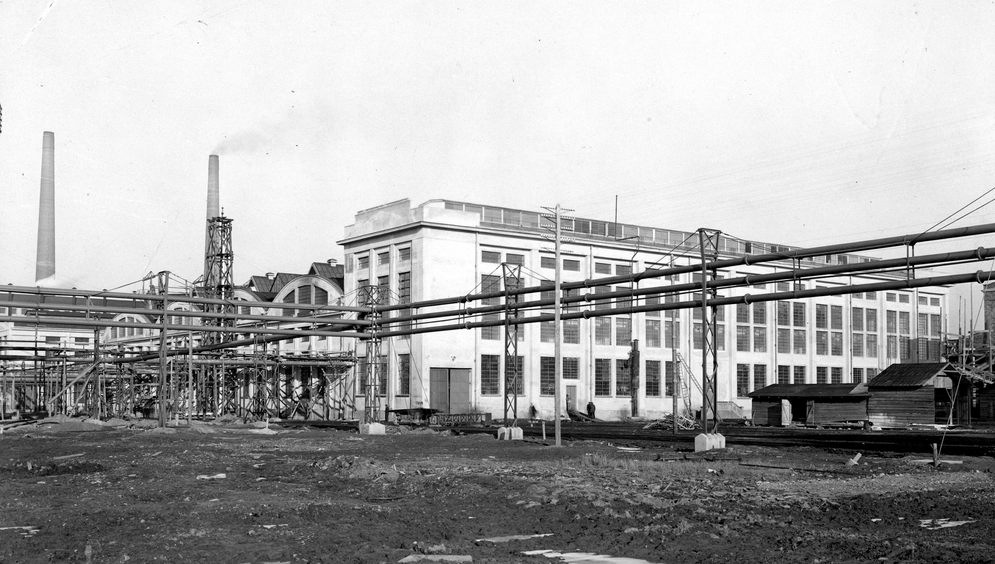
Państwowa Fabryka Związków Azotowych w Mościcach – główny korpus zakładów

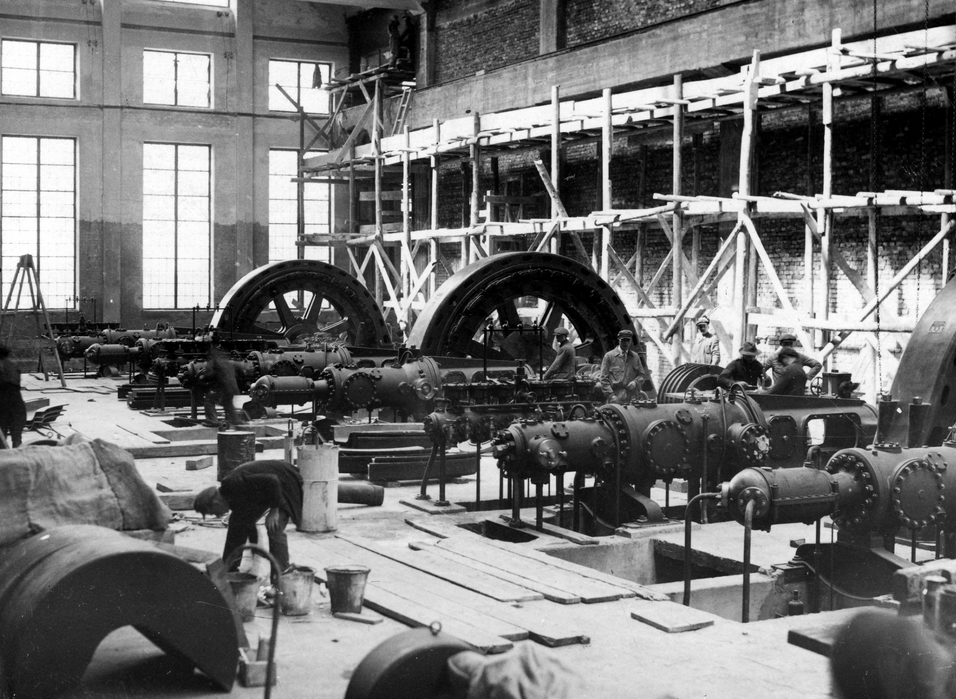
Państwowa Fabryka Związków Azotowych w Mościcach – hala kompresorów

Historia zakładów azotowych w Tarnowie-Mościcach sięga 1927 r. Grupa Azoty S.A. (wcześniej: Zakłady Azotowe w Tarnowie-Mościcach) to przedsiębiorstwo z branży chemicznej zlokalizowane w Mościcach, od 1951 dzielnicy Tarnowa. W okresie II Rzeczypospolitej była to jedna z największych krajowych inwestycji oraz jedna z najnowocześniejszych fabryk powstałych w Europie.

## Geneza budowy tarnowskich Azotów

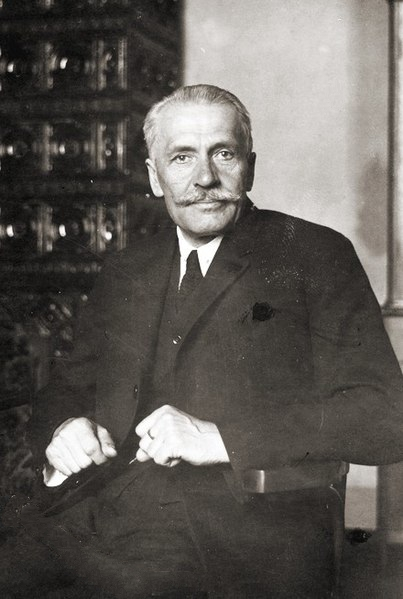
Ignacy Mościcki, profesor i rektor Politechniki Lwowskiej (1925)

Rozwój polskiego przemysłu chemicznego wiąże się z osobą profesora Politechniki Lwowskiej Ignacego Mościckiego, który został dyrektorem przejętej po powstaniach śląskich z rąk niemieckich fabryki związków azotowych w Królewskiej Hucie. Głównym promotorem rozwoju przemysłu chemicznego, w tym związków azotowych w Polsce, był założony przez Ignacego Mościckiego Chemiczny Instytut Badawczy w Warszawie. W instytucie tym zrodziły się plany rozbudowy przemysłu chemicznego, w tym budowy drugiej dużej fabryki związków azotowych. 12 marca 1927 r. zapadła decyzja o budowie takiej fabryki na zachód od Tarnowa. Dnia 14 maja 1927 r. zakupiono od rodu Sanguszków dobra folwarczne w Świerczkowie i Dąbrówce Infułackiej o powierzchni 670 ha, za sumę 207 tys. dolarów amerykańskich. Pierwsze prace w terenie (budowę dróg i bocznicy kolejowej) rozpoczęto 5 maja 1927.
Powstała w 1927 r. Państwowa Fabryka Związków Azotowych w Mościcach była jedną z największych inwestycji odradzającej się Rzeczypospolitej. W XXI w. tradycje poprzedniczki kontynuuje Grupa Azoty S.A. z siedzibą w Tarnowie.

## Państwowa Fabryka Związków Azotowych w Mościcach

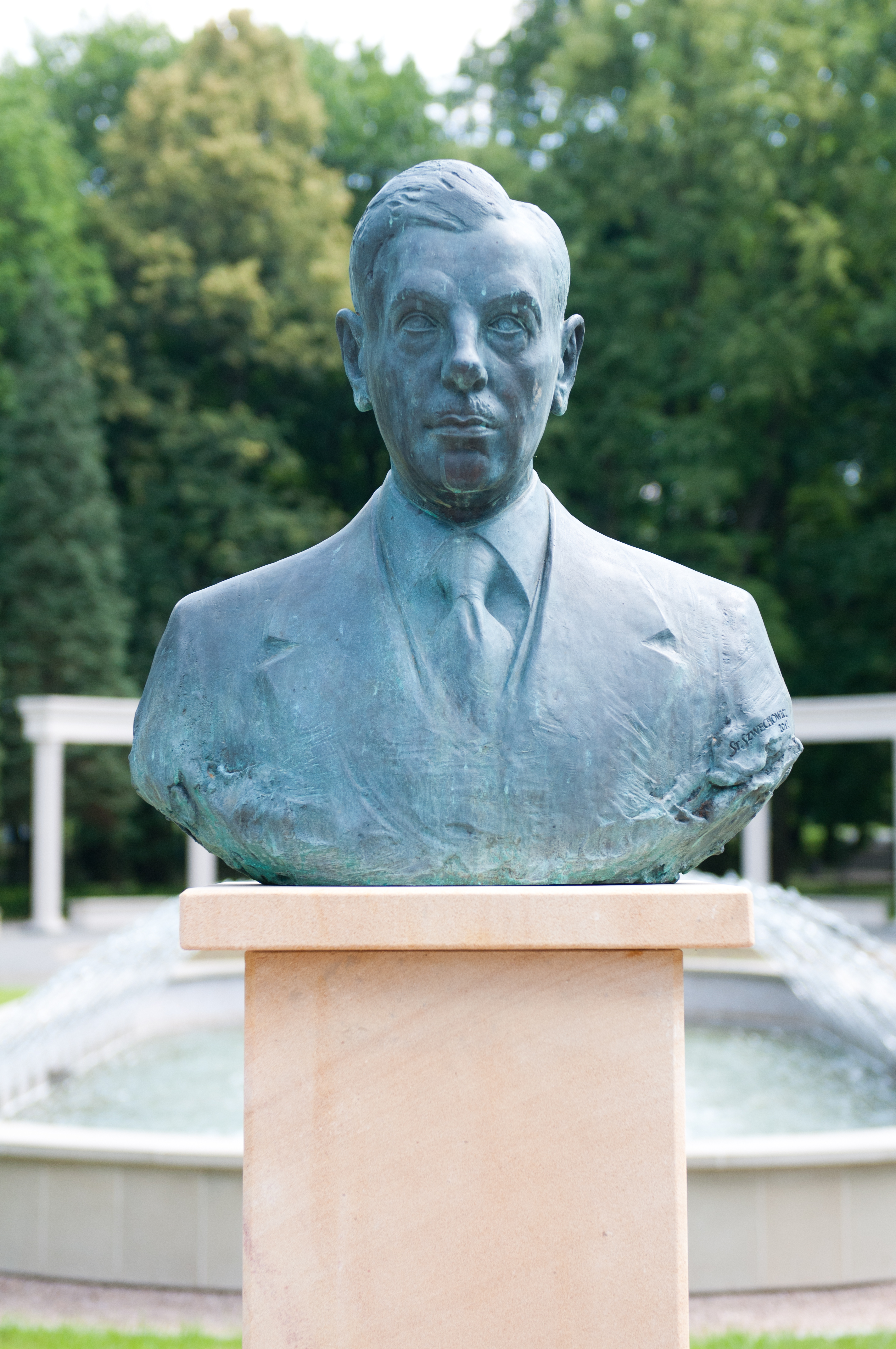
Popiersie Eugeniusza Kwiatkowskiego

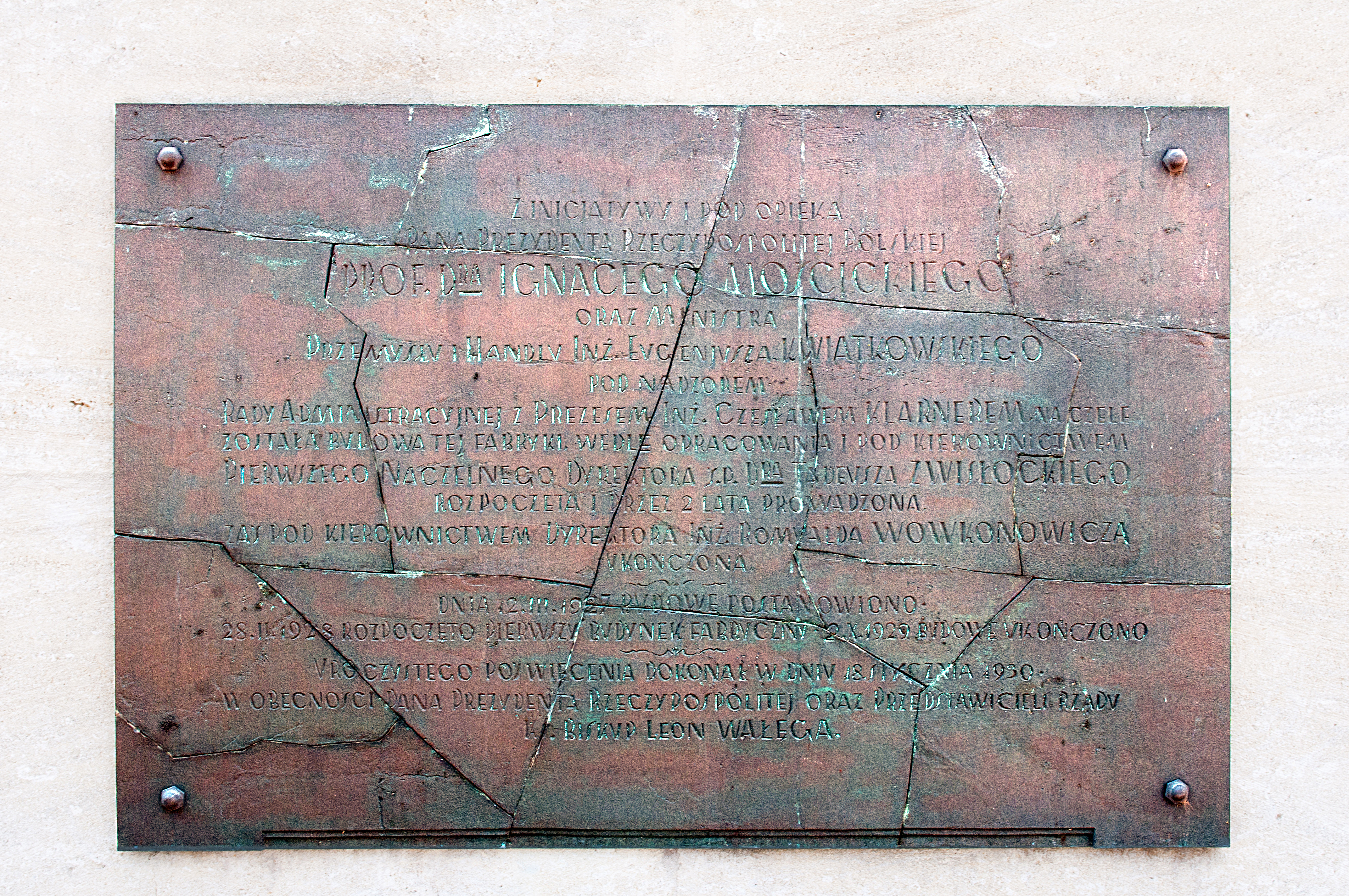
Obelisk – tablica upamiętniająca uroczyste otwarcie Państwowej Fabryki Związków Azotowych

Budowę fabryki zlokalizowano w okolicach Tarnowa, ok. 4 kilometry od centrum miasta w kierunku zachodnim, w widłach rzek: Dunajca i Białej.

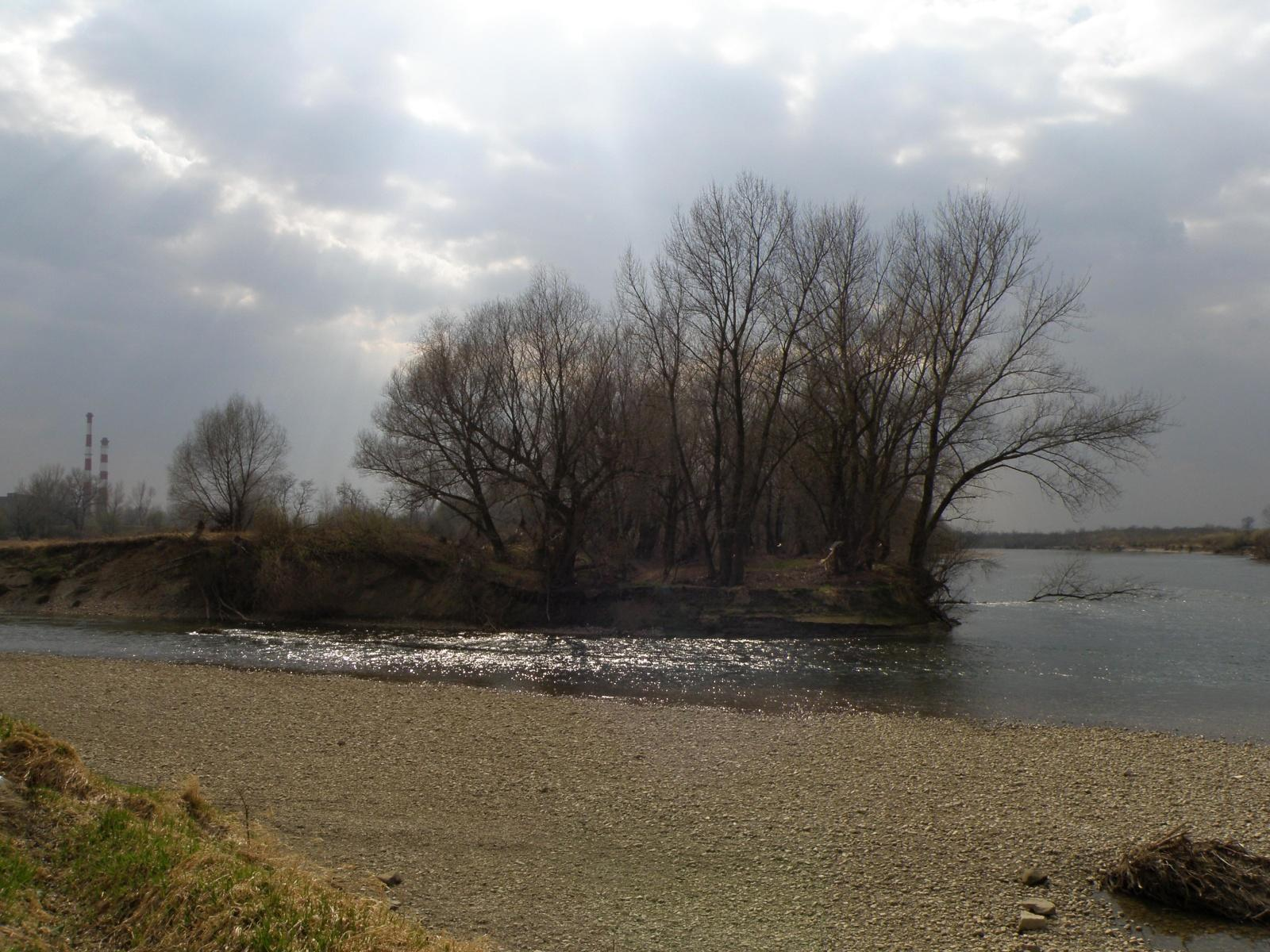
Z lewej strony fotografii widoczne kominy elektrociepłowni EC2 tarnowskich zakładów azotowych. Ujście Białej.

Kierownictwo poszczególnych wydziałów w budowie objęli w większości wychowankowie profesora Ignacego Mościckiego, kierownika Katedry Chemii Fizykalnej i Elektrochemii Technicznej Politechniki Lwowskiej, a w latach 1925–1926 rektora tej uczelni. Dyrektorem PFZA w Budowie został (do śmierci) Tadeusz Zwisłocki, prywatnie zięć Mościckiego. Większość wyposażenia dla instalacji produkcyjnych PFZA zakupiono za granicą, pozostałe – u producentów krajowych.
Surowcem wyjściowym w instalacji syntezy amoniaku poprzedzonej oczyszczalnią gazu był koks hutniczy, z którego otrzymywano gaz wodny w sześciu generatorach. Dla potrzeb produkcji chemicznej wybudowano elektrociepłownię, którą wyposażono w kotłownię opalaną miałem węglowym. Wyposażenie oddziału parowego elektrociepłowni stanowiło sześć zespołów kotłowych. Na potrzeby produkcji energii elektrycznej zamontowano turbozespoły, w skład których wchodziły 3 turbiny kondensacyjne oraz 1 turbina przeciwprężna. Elektrownię uruchomiono 5 października 1929 r.
W 1928 r., obok instalacji azotowych, rozpoczęto budowę niemającego powiązania technologicznego z częścią azotową Wydziału Chloru, z elektrolizerami Billitera, który uruchomiono w lipcu 1930 r.
Uroczyste otwarcie Państwowej Fabryki Związków Azotowych odbyło się w Mościcach 18 stycznia 1930 r., z udziałem Prezydenta Rzeczypospolitej Ignacego Mościckiego, przedstawicieli rządu RP z premierem Kazimierzem Bartlem oraz Ministrem Przemysłu i Handlu Eugeniuszem Kwiatkowskim. PFZA produkowała w początkowym okresie swego istnienia ok. 60 ton amoniaku na dobę. Azot niezbędny do syntezy otrzymywany był w wyniku skraplania powietrza metodą Linde, a wodór z gazu wodnego. Część wyprodukowanego amoniaku podlegała przerobowi na 50% kwas azotowy. Azotan amonu, powstający dzięki zobojętnieniu kwasu azotowego amoniakiem gazowym, przerabiano następnie na nawóz o nazwie nitrofos o zawartości azotu ok. 15,5%. Globalna produkcja Państwowej Fabryki Związków Azotowych w Mościcach w 1930 r. w masie wynosiła ok. 57 tys. t, z czego około 80% stanowiły nawozy azotowe. Obok produktów nawozowych, w 1930 r. wytwarzano także azotan amonu dla przemysłu zbrojeniowego, a spośród produktów chlorowych: chlorobenzen, chloronaftalen, wapno chlorowe, a także stopiony wodorotlenek sodowy.
Pierwszy rok działalności PFZA zbiegł się z pierwszym rokiem wielkiego ogólnoświatowego kryzysu gospodarczego. W krytycznej dla fabryki sytuacji jej dyrektorem naczelnym został dotychczasowy Minister Przemysłu i Handlu, Eugeniusz Kwiatkowski. Minister przybył do Mościc w połowie lutego 1931 r. Stanęło przed nim bardzo ważne zadanie – zapewnienie przetrwania fabryki, która tak wielkim nakładem sił i środków dopiero została uruchomiona, a już groziło jej zamknięcie. Fabryka w Mościcach, chcąc pozostawać konkurencyjna na rynku, musiała poszerzyć swoją ofertę nawozową, a istniejącą zmodernizować. W 1930 r. zdecydowano o modernizacji instalacji do produkcji kwasu azotowego i siarczanu amonu. Najważniejszym krokiem inwestycyjnym w okresie międzywojennym była decyzja o produkcji poszukiwanej na rynkach światowych granulowanej saletry wapniowej (tzw. norweskiej), którą produkowały w tym czasie tylko dwie fabryki na świecie. Technologię zakupiono w Norwegii, a pozostałe prace konstrukcyjne, budowę i montaż aparatury, wykonano siłami własnymi. W 1934 r. w mościckiej fabryce została zbudowana pierwsza na świecie techniczna instalacja do produkcji stężonego kwasu azotowego 98,5% metodą Wendlandta (Ho-Ko, „hochkonzentriert”) o zdolności 20 ton na dobę.
1 sierpnia 1933 r. doszło do połączenia PFZA Chorzów i PFZA Mościce w jedno skomercjalizowane przedsiębiorstwo własności Skarbu Państwa pod nazwą Zjednoczone Fabryki Związków Azotowych w Chorzowie i Mościcach. W składzie ZFZA znalazła się też fabryka „Azot” w Jaworznie. Pod taką nazwą przedsiębiorstwo funkcjonowało do wybuchu II wojny światowej. W 1936 r. opracowano plan dalszego rozwoju „Mościc”, który zakładał wydatki inwestycyjne w wysokości 14,8 mln złotych na modernizację instalacji do produkcji amoniaku, kwasu azotowego, chloru, saletry wapniowej oraz rozpoczęcie produkcji metanolu i formaliny.
W sierpniu 1933 r. rozpoczęto prace nad doprowadzeniem do Mościc gazu ziemnego rurociągiem z zagłębia lwowskiego i krośnieńskiego. Inwestycja stanowiła część programu gazyfikacji Centralnego Okręgu Przemysłowego. Prace związane z doprowadzeniem gazu do Mościc ukończono w 1937 r. Początkowo gaz używano w fabryce do opalania kotłów elektrowni, co przyczyniło się do zmniejszenia kosztów transportu i składowania węgla. Następnie przeprowadzono próby rozkładania metanu w generatorach. Po osiągnięciu pozytywnych wyników, podwyższyła się zawartość wodoru w gazie surowym, co wpłynęło na wzrost produkcji amoniaku w Mościcach, średnio o ok. 10%. Zapoczątkowało to przechodzenie na gaz ziemny jako podstawowy surowiec i zarazem obniżyło koszty produkcji. Pod koniec lat 30. XX w. produkcja amoniaku w mościckiej fabryce oparta była na gazie pozyskiwanym z generatorów zgazowujących koks i dodatkowo dwóch generatorów dostosowanych do zgazowania koksu i metanu.
Funkcjonowanie i rozbudowę fabryki utrudniła powódź na południu Polski w dniach 15–20 lipca 1934 roku.
Przystąpiono również do budowy nowej instalacji (zwanej potocznie I rozkładnią metanu), mającej produkować wodór na bazie gazu ziemnego przy współudziale katalizatora niklowego. Inwestycję zakończono na krótko przed wybuchem wojny, ale uruchomiono ją dopiero w okresie okupacji. W tym okresie uruchomiono także pilotażową instalację do produkcji nowego nawozu azotowo-fosforowego – precypitatu (dwufosfatu). W latach 1933–1938 fabryka w Mościcach produkowała nawozy azotowe: siarczan amonu, saletrzak, saletrę wapniową, w początkowym okresie także nitrofos, a pod koniec tego okresu, precypitat (dwufosfat). Z produktów azotowych technicznych wytwarzano: azotan amonowy (używany również jako nawóz), kwas azotowy stężony i techniczny, nitrozę, amoniak skroplony.

## II wojna światowa
Władze okupayjne powołały obywateli niemieckich na stanowiska kierownicze. Dyrektorem naczelnym we wrześniu 1939 został członek NSDAP inżynier Torsten Müller, były pracownik fabryki BASF w Bawarii. Dyrektorem technicznym został dr inż. Herbert Groll, dyrektorem handlowym Georg Körner.
W okresie okupacji w Mościcach produkowano nawozy: saletrę wapniową, siarczan amonu, saletrzak oraz niewielką ilość nawozów fosforowych: dwufosfatu i mączki fosforytowej, a ponadto m.in.: kwas azotowy techniczny oraz stężony, nitrozę, saletrę amonową, tlen sprężony, sodę kaustyczną, kwas solny, chlor skroplony, herbatox (chloran wapnia). W latach okupacji dużą część produkcji ograniczono, bądź zaprzestano. Okupant dążył do utrzymania głównie produkcji wyrobów mających zastosowanie w warunkach wojennych. W tym okresie rozpoczęto, na bazie instalacji nitrofosu, produkcję 20,5% saletrzaku granulowanego. Od początku 1944 r. Niemcy w obliczu klęski militarnej zalecili demontaż wyposażenia fabrycznego i jego wywóz w głąb Rzeszy. Produkcja została praktycznie zaprzestana.

## Powojenna odbudowa i rozbudowa w kierunku produkcji organicznej
Po zakończeniu okupacji, w czerwcu 1945 r. rząd podjął uchwałę o odbudowie i rozbudowie PFZA w ramach ogólnokrajowego programu produkcji nawozów dla rolnictwa. Wywiezione maszyny i urządzenia pochodzące z Mościc, dzięki zaangażowaniu załogi sukcesywnie odnajdywano – m.in. w Brzegu Dolnym na Śląsku. W 1945 r. uruchomiono produkcję metanolu na niewielką skalę. W listopadzie 1946 r. oddano do użytku półtechniczną instalację formaliny oraz podjęto uchwałę o odbudowie chlorowni. Lata 1947–1949, to okres Planu Trzyletniego. Dzięki odzyskaniu zrabowanej aparatury, już w maju 1947 r. oddano do użytku instalację do produkcji katalizatora żelazowo-chromowego do konwersji tlenku węgla, a w lipcu – instalację amoniaku syntetycznego, następnie instalację do produkcji kwasu azotowego technicznego oraz saletrzaku (20,5% N). Instalację saletry wapniowej odbudowano w 1948 r. i uruchomiono rok później. Latem 1948 r., po ośmiu miesiącach odbudowy, oddano do użytku chlorownię. Chlor otrzymywany z elektrolizy soli był surowcem wyjściowym do produkcji wapna chlorowanego, kwasu solnego, chlorobenzenów i woskoli.
W 1949 r. tarnowskie Azoty wytwarzały 20 produktów. Udział nawozów azotowych w globalnej produkcji fabryki utrzymywał się początkowo na podobnym poziomie jak przed wojną (ok. 80% w masie). Pozostałe 20% stanowiła produkcja innych chemikaliów. W dalszym ciągu była to fabryka produkująca praktycznie wyroby nieorganiczne. Zapotrzebowanie gospodarki kraju było wyższe i stale rosło. Rozbudowa i modernizacja Azotów była nieodzowna i wymagała zmiany koncepcji technologicznej.
W czasach PRL, od 20 lipca 1951 r. do 19 lipca 1989 r. w nazwie fabryki pojawił się patron: Zakłady Azotowe im. Feliksa Dzierżyńskiego w Tarnowie.
„Ucieczka od koksu” i zastąpienie go w pierwszej fazie gazem ziemnym stała się jednym z głównych kierunków modernizacji produkcji. Do takiego posunięcia predestynowała zakłady ich lokalizacja na terenach, przez które przebiegała południowa magistrala gazowa wschód – zachód. Leżąc najbliżej złóż gazu ziemnego spośród wszystkich jego największych odbiorców, Azoty posiadały dogodne warunki korzystania z tego surowca. Program intensyfikacji produkcji amoniaku i nawozów, nazywany także „Tarnów I”, realizowano etapami. Docelowo zakładano rozbudowę wytwórni amoniaku do wydajności 480 ton na dobę poprzez zabudowę dwóch nowych generatorów gazu do syntezy amoniaku z koksu i dwóch generatorów produkujących gaz do syntezy amoniaku na bazie gazu ziemnego, budowę dwóch instalacji konwersji gazu ziemnego, modernizację oczyszczania gazu do syntezy amoniaku z tlenku węgla poprzez wprowadzenie tzw. metody mycia miedziowego. W ramach zwiększania zdolności produkcyjnych kwasu azotowego oddano do użytku 5 nowych jednostek kwasu azotowego technicznego metodą ciśnieniową współautorstwa inż. T. Hoblera (tzw. Hydro-Nitro-Hobler), wybudowano drugą jednostkę kwasu azotowego metodą bezciśnieniową, a następnie zintensyfikowano instalację kwasu azotowego stężonego do 110 ton na dobę i nitroz do 180 ton na dobę.
Koncentracja wysiłków w latach 50. XX w. na rozbudowie ciągu nawozowego nie oznaczała jednostronnej modernizacji fabryki. W tym okresie rozpoczęto także przygotowania do dalszej rozbudowy, zmierzającej do wzbogacenia asortymentu produktów i wprowadzenia nowoczesnych, wysoko uszlachetnionych wyrobów. W latach 1952–1953 wybudowano i uruchomiono instalację syntezy metanolu na bazie doświadczeń z istniejącej od 1934 r. w Laboratorium Badawczym instalacji półtechnicznej. Produkowany metanol stanowił surowiec dla produkcji formaliny i urotropiny na wybudowanych i uruchomionych w tym okresie nowych instalacjach. W 1953 r. rozpoczęto wytwarzanie w skali technicznej pierwszego produktu organicznego – formaliny o zdolnościach produkcyjnych 4500 ton na rok. Zarówno intensyfikacja amoniaku, jak i instalacja formaliny były inwestycjami projektowanymi i realizowanymi własnymi siłami.
Kolejnym milowym krokiem zmierzającym do zmiany profilu produkcyjnego firmy było rozpoczęcie budowy instalacji kaprolaktamu, półproduktu do produkcji włókien i tworzyw poliamidowych. Rok 1957, jubileuszowy, bo trzydziesty w historii „Mościc”, nazwano „rokiem wielkich uruchomień”. Obok uruchomienia wytwórni kaprolaktamu, oddano do użytku nową rtęciową elektrolizę soli o zdolności produkcyjnej 18 000 ton na rok. Intensyfikacja produkcji i budowa nowych instalacji spowodowała wzrost zapotrzebowania zakładów na parę i energię elektryczną, czego nie można było uzyskać przez intensyfikację istniejącej elektrociepłowni (EC I). Podjęto decyzję o budowie nowej elektrociepłowni o mocy 50 MW z możliwością dalszej jej rozbudowy. Nowa elektrociepłownia (tzw. EC II) budowana była w latach 1954–1958. Pierwszy etap budowy EC II polegał na zainstalowaniu trzech kotłów parowych oraz dwóch turbin upustowo-kondensacyjnych.

## „Tarnów II”, chemia acetylenu. Rozwój kaprolaktamu
W maju 1961 r. Komitet Ekonomiczny Rady Ministrów zatwierdził „podstawowe zasady założeń rozbudowy Zakładów Azotowych w Tarnowie”, czyli przekształcenia przedsiębiorstwa w duży kombinat chemiczny. Za sumę 4,8 mld ówczesnych złotych zaplanowano na lata 1962–1967 rozbudowę zakładów oraz intensyfikację dotychczasowego asortymentu produkcji na istniejących instalacjach. Program rozbudowy zakładów otrzymał nazwę „Tarnów II”. Obejmował on budowę trzech instalacji wytwarzania acetylenu w procesie półspalania metanu wraz z tlenownią i nową instalacją syntezy amoniaku (3 jednostki po ok. 200 ton na dobę), nową wytwórnię chloru metodą rtęciową o zdolności około 30 tys. ton na rok, budowę zużywających acetylen wytwórni chlorku i polichlorku winylu o zdolności 80 tys. ton na rok, wytwórni cyjanowodoru i akrylonitrylu (półproduktu do produkcji włókna wełnopodobnego), a także budowę wytwórni krzemu półprzewodnikowego. W ramach programu zaplanowano również zwiększenie zdolności produkcyjnych kaprolaktamu wraz z instalacjami wytwarzającymi półprodukty: kwas siarkowy i oleum, azotyn amonowy, siarczan hydroksyloaminy oraz przerabiającymi ubocznie powstający przy produkcji kaprolaktamu siarczan amonu.
Bazą surowcową dla instalacji „Tarnowa II” był gaz ziemny wysokometanowy (w ilości około 450 mln m³ rocznie), z którego wytwarzany był acetylen według nowoczesnej wówczas metody ciśnieniowego półspalania z tlenem. Acetylen przetwarzany był następnie na suspensyjny polichlorek winylu i akrylonitryl. Budowa „Tarnowa II” rozpoczęła się w 1962 r. i była początkiem ponad 30-letniego okresu tzw. „chemii acetylenu” w tarnowskich Azotach.
Realizacja inwestycji „Tarnów II” wymagała znacznej rozbudowy infrastruktury zakładowej i szeregu obiektów pomocniczych. Prowadzono też dalszą rozbudowę elektrociepłowni EC II poprzez dobudowanie nowych kotłów parowych nr 4 i 5 oraz dwóch turbin parowych. W latach 1962–1964 wybudowano instalację kwasu azotowego półciśnieniowego, w której po raz pierwszy w kraju wprowadzono pianowy system absorpcji tlenków azotu. Od 1964 do 1968 r. sukcesywnie włączano do eksploatacji wytwórnię kwasu azotowego metodą średniociśnieniową, składającą się z 4 jednostek o łącznej zdolności produkcyjnej 800 ton na dobę. W pierwszej połowie lat 60. ub. w. została wybudowana nowa wytwórnia saletry amonowej i saletrzaku granulowanego metodą wieżową. W 1963 r. uruchomiono pierwszy, a dwa lata później drugi ciąg instalacji do produkcji saletrzaku. Dzięki temu wytwórnia uzyskała zdolność produkcji 1500 ton nawozów na dobę. Nowością w produkcji saletrzaku i saletry amonowej były kolumny z odzyskiem ciepła neutralizacji kwasu azotowego gazowym amoniakiem. W latach 60. ub. w. zintensyfikowano również elektrolizę Billitera i I elektrolizę rtęciową. W związku z budową Wytwórni Polichlorku Winylu podjęto także decyzję o budowie drugiej jednostki elektrolizy rtęciowej. Jej realizacja została zakończona w 1967 r. W 1971 r. zakończono budowę i uruchomiono drugą jednostkę instalacji półspalania. W 1972 r. przeprowadzono modernizację pierwszej jednostki półspalania, wprowadzając na niej rozwiązania wg wzoru z instalacji drugiej. Uruchomienie pierwszej jednostki półspalania po jej zmodernizowaniu przyjęto jako zakończenie realizacji „Tarnowa II”.
Po uruchomieniach głównych instalacji „Tarnowa II”, w tarnowskich Azotach wyraźnie wyodrębniły się 4 podstawowe ciągi technologiczne: związków azotowych, związków organicznych pochodnych metanu, związków chlorowych i kaprolaktamu. W pierwszej połowie lat 70. XX ub.w. przeprowadzono dalszą zmianę bazy surowcowej dla produkcji amoniaku. Zdecydowały o tym względy ekonomiczne i niższa zdolność produkcyjna instalacji produkujących gaz do syntezy amoniaku, od zdolności zmodernizowanych oraz wybudowanych w okresie Tarnowa II syntez amoniaku. W celu zmiany bazy surowcowej zdecydowano o zakupie instalacji konwersji metanu z parą wodną na katalizatorze niklowym, o zdolności 500 ton na dobę w przeliczeniu na amoniak. Jednostka ta otrzymała kolejny numer rozkładni nr 5, a potocznie nazywana była „zmianą bazy”. Nowa instalacja ruszyła we wrześniu 1973 r. W wyniku jej uruchomienia zaprzestano wytwarzania amoniaku na bazie gazu wodnego z drogiego koksu. Przestarzałe generatory, będące jedną z najważniejszych instalacji przedwojennych Azotów, zostały wyłączone z eksploatacji.
Okres „Tarnowa II” to także sukcesy tarnowskich chemików w usprawnianiu technologii kaprolaktamu. Po rozruchu instalacji w 1957 r., jej zdolność projektowa 4000 ton została osiągnięta, a następnie przekroczona. W cztery lata później zwiększono zdolność instalacji już do 16,2 tys. ton rocznie. Dalsze prace nad modernizacją i intensyfikacją kaprolaktamu, obejmujące m.in. budowę oczyszczania kaprolaktamu poprzez krystalizację, budowę opartej na szwajcarskich rozwiązaniach destylacji filmowej „Luwa”, budowę instalacji do otrzymywania cykloheksanonu na bazie fenolu kumenowego – doprowadziły do osiągnięcia w 1975 r. zdolności 55 tysięcy ton na dobę. Największym przełomem w produkcji kaprolaktamu było uruchomienie w 1973 r. na skalę przemysłową, na bazie opracowań Instytutu Przemysłu Chemicznego w Warszawie i własnych, nowej, oryginalnej metody produkcji cykloheksanonu z benzenu. Proces, który otrzymał nazwę „Cyclopol” stał się szlagierem w zakresie eksportu polskiej myśli technicznej, nie tylko w odniesieniu do przemysłu chemicznego, ale dla całego polskiego przemysłu.
Na początku lat 70. ub. w. podjęto decyzję o rozbudowie istniejącej do tej pory w skali półtechnicznej instalacji przetwórstwa polichlorku winylu. Uruchomiono produkcję poszukiwanych przez rolnictwo rur drenarskich i rur teletechnicznych z PCW. Tarnów stał się potentatem zarówno w ilości, jak i jakości rur drenarskich. W sierpniu 1975 r. uruchomiono na instalacji doświadczalno-pilotażowej produkcję politrioksanu, o nazwie handlowej Tarnoform®. Była to instalacja o niewielkiej zdolności (ok. 1000 ton proszku na rok), ale skalą trudności technologicznych oraz walorami wytwarzanego polimeru kwalifikowała się do grupy poważnych osiągnięć technologicznych. Decyzję o budowie technicznej wytwórni politrioksanu podjęto dopiero w 1985 r. Kolejnym novum w tarnowskich Azotach było uruchomienie produkcji policzterofluoroetylenu (PTFE) o nazwie handlowej Tarflen®. Produkcję tego unikalnego tworzywa w skali półtechnicznej opanowano już w 1970 r. Rozruch instalacji o zdolności 500 ton na rok, której projekt opracowało zakładowe Biuro Projektów, rozpoczął się w 1978 r. Sukces ten wywołał zainteresowanie kontrahentów zagranicznych i sprawił, że technologia ta stała się w następnych latach, obok technologii kaprolaktamu, przedmiotem eksportu myśli technicznej. W zakładach doceniono rolę eksportu myśli technicznej, nie tylko jako źródła dodatkowych przychodów firmy, ale również jako motywacji rozwoju i podnoszenia kwalifikacji przez kadrę specjalistów.
W latach 80. XX w. nastąpiły ograniczenia w dostępie do środków inwestycyjnych, w następstwie czego w Zakładach Azotowych prowadzone były tylko działania modernizacyjne. Pod koniec dekady rozpoczęto budowę nowej instalacji kwasu azotowego technicznego. Bez zastąpienia starych jednostek kwasowych nową instalacją, spełniającą normy ekologiczne, produkcja nawozów azotowych musiałaby się w Tarnowie zakończyć. Instalację uruchomiono w kwietniu 1992 r.

## Tarnowskie zakłady po transformacji ustrojowej w 1989 r.
21 lutego 1991 r. podpisano w Warszawie akt przekształcenia Zakładów Azotowych w Tarnowie z Przedsiębiorstwa Państwowego w jednoosobową Spółkę Akcyjną ze 100% udziałem Skarbu Państwa. Zmierzch tzw. chemii acetylenu i znaczny wzrost cen gazu ziemnego spowodowały, że w stosunku do większości instalacji uruchomionych w okresie „Tarnowa II” od początku lat 90. ub. w. stopniowo wdrażano „strategię wyjścia”. Jako pierwsza, niewytrzymująca uwarunkowań wprowadzanej gospodarki rynkowej, w 1990 r. wyłączona została instalacja akrylonitrylu, następnie wobec nieopłacalności produkcji, wyłączono wytwórnię krzemu. U progu lat 90. ub. w. zaczęły się również kłopoty ze sprzedażą acetonocyjanohydryny. Nowe zasady gospodarcze spowodowały także, że na początku lat 90. były trudności ze sprzedażą rur drenarskich i teletechnicznych. Jesienią 1990 r. rozpoczęto prace przy budowie nowoczesnej instalacji siarczanu amonu. Dzięki nowej instalacji uruchomionej w 1992 r. poprawiła się nie tylko jakość, ale i efektywność produktu, a także ograniczono ilość siarczanu odprowadzanego do ścieków. W tym samym roku uruchomiono wytwórnię profili okiennych z polichlorku winylu, a w następnych latach – okien z PCW. W 1993 r. uruchomiono wytwarzanie ciekłego dwutlenku węgla na bazie wypuszczanego do atmosfery CO2 z instalacji V Rozkładni Metanu, wykorzystując do tego celu istniejące, wolne środki produkcji.
W latach 80. i 90. ub. w. nastąpiło dalsze zwiększenie zdolności kaprolaktamu poprzez intensyfikację produkcji cykloheksanonu z benzenu, modernizację instalacji azotynu amonu i siarczanu hydroksyloaminy. Wdrożenie dwustopniowego przegrupowania Beckmanna we wrześniu 1993 r. poprawiło wydatnie jakość produktu. Jesienią 1994 r. rozpoczął się rozruch pierwszej linii nowej wytwórni Tarnoformu® o docelowej zdolności produkcyjnej 10 tys. ton na rok w dwóch ciągach. Bazowano na uruchomionej w 1993 r. nowej instalacji do produkcji formaliny. Największym wydarzeniem 1996 r. było oddanie do użytku nowoczesnej instalacji polimeryzacji kaprolaktamu do otrzymywania poliamidu PA-6 (Tarnamid®) o zdolności 22 700 ton rocznie. W 1997 r. przekazano do eksploatacji drugą linię wytwórni Tarnoformu®, co pozwoliło na zwiększenie produkcji tego poszukiwanego tworzywa o 5 tys. ton, do 10 tys. ton rocznie.
W 1996 r. rozpoczęto budowę instalacji kwasu azotowego stężonego. Instalację uruchomiono z końcem 1997 r., po okresie niespełna 15 miesięcy od rozpoczęcia budowy. Uruchomienie nowej instalacji stężonego kwasu azotowego o zdolności 100 ton na dobę pozwoliło na wyłączenie z pracy istniejącej wyeksploatowanej instalacji, a także spowodowało ograniczenie emisji tlenków azotu i znaczne ograniczenie energochłonności produkcji kwasu azotowego stężonego. W latach 90. ub. w. produkcja amoniaku w zakładach także stawała się coraz bardziej nieefektywna i nikt nie wątpił w konieczność modernizacji instalacji syntezy amoniaku, pamiętającej przedwojenne czasy. Dyktowały ją nie tylko względy ekonomiczne, ale także ekologiczne. Prace projektowe związane z budową nowej instalacji, na bazie wyposażenia zakupionego z instalacji amoniaku na Węgrzech, rozpoczęto w 1997 r. Przekazanie instalacji do eksploatacji w 2000 r. pozwoliło na wyłączenie jednostek syntezy amoniaku pracujących od 1929 r.
Przez całą dekadę lat 90. XX wieku mając na uwadze obniżkę kosztów i poprawę konkurencyjności, a także zmniejszenie szkodliwego oddziaływania na środowisko, prowadzono realizację zamierzeń w zakresie unowocześniania rozwiązań technologicznych. Efekty w zakresie ochrony środowiska uzyskano dzięki modernizacji istniejących instalacji, wyposażaniu ich w dodatkowe węzły ochronne, jak również wprowadzaniu do eksploatacji nowych instalacji opartych na nowoczesnych technologiach. Do największych i najbardziej widocznych sukcesów proekologicznych należy 10-krotne ograniczenie emisji do atmosfery tlenków azotu, emisji pyłów, ograniczenie zrzutu ładunku azotu i innych zanieczyszczeń w ściekach. Potwierdzeniem skutecznych działań proekologicznych tarnowskich Azotów było skreślenie firmy z listy przedsiębiorstw najbardziej uciążliwych dla środowiska w skali kraju, tzw. „listy 80” w kwietniu 2001 r. Lata 90. to dalsza rozbudowa grupowej oczyszczalni ścieków.
W latach 90. XX wieku produkcja PCW z własnego chlorku winylu, bazująca na drogim surowcu, acetylenie wytwarzanym metodą półspalania metanu, nie była, poza wyjątkowymi okresami, opłacalna. Od drugiej połowy lat 90. systematycznie rosła cena gazu ziemnego, co skutkowało dalszym wzrostem kosztów produkcji PCW. Istniejące uwarunkowania ekonomiczne powodowały konieczność dalszego ograniczenia produkcji acetylenu, a w konsekwencji własnego chlorku winylu. W 1998 r. wyłączono z eksploatacji I instalację półspalania, a w 2001 II instalację półspalania. W drugiej połowie 2001 r., w związku z wysokimi kosztami zakupu chlorku winylu i jego przerobu, zaprzestano produkcji PCW, a następnie w kwietniu 2002 roku podjęto decyzję o postawienie wytwórni PCW w stan likwidacji. Początek XXI w. to również zmierzch tarnowskiej acetonocyjanohydryny. W kwietniu 2002 r., podjęto decyzję o całkowitym wyłączeniu z eksploatacji tej instalacji.
Po okresie wymuszonej restrukturyzacji produkcji w zakładach z wytwórni wybudowanych w okresie „Tarnowa II” pozostała rozbudowana i zmodernizowana wytwórnia kaprolaktamu z siarczanem amonu, wytwórnia nawozów na bazie nowej syntezy amoniaku oraz szereg obiektów pomocniczych i infrastrukturalnych. Rok 2005 to rozpoczęcie realizacji dwóch kluczowych inwestycji. Pierwszą była intensyfikacja wytwórni poliamidu PA-6 do zdolności 45 tys. ton na rok. Drugą inwestycją była budowa instalacji mechanicznej granulacji nawozów o zdolności produkcyjnej ok. 400 tys. ton na rok. W tym samym roku nastąpił kolejny przełom w technologii wytwarzania cykloheksanonu z benzenu, związany z wdrożeniem tzw. dwustopniowego procesu utleniania, co dało początek technologii nazwanej Cyclopol-bis®. Zdolność produkcyjna kaprolaktamu ogółem w następstwie kolejnych przeprowadzonych w dziesięcioleciu 1995-2005 intensyfikacji i modernizacji osiągnęła poziom 95 tysięcy ton na rok.
W czerwcu 2008 r. Azoty Tarnów zadebiutowały na Giełdzie Papierów Wartościowych w Warszawie. Z końcem 2009 r. uruchomiono nowoczesną instalację granulacji mechanicznej nawozów o zdolności 1200 ton na dobę. Realizacja zadania dała możliwość wprowadzenia na rynek nowego produktu – saletrosiarczanu amonu (Saletrosan®) i wzmocnienie pozycji rynkowej zakładów w sektorze nawozów saletrzanych. Drugim zrealizowanym celem emisyjnym było zwiększenie zdolności produkcyjnych poliamidów. Realizacja tego celu była możliwa poprzez radykalną zmianę strategii firmy, w ramach której poza wzrostem wewnętrznym doceniono możliwości, jakie stwarzają fuzje i przejęcia.
Na początku 2010 r. Azoty Tarnów stały się właścicielem 100% udziałów niemieckiego producenta poliamidów ATT Polymers w Guben. Akwizycja okazała się znacznie korzystniejszym wariantem od budowy nowej wytwórni w Tarnowie. Efektem tego przejęcia był znaczący awans Grupy Kapitałowej Azoty Tarnów wśród europejskich producentów poliamidów. W tym samym roku rozpoczęto realizację kolejnego z celów emisyjnych – budowę Instalacji Wodoru w Tarnowie o zdolności produkcyjnej 8000 Nm3/h, powiązaną z modernizacją Wytwórni Kaprolaktamu do zdolności 101,3 tys. ton na rok. Inwestycja ta umożliwiła zwiększenie zużycia gazu ziemnego ze źródeł lokalnych, a w konsekwencji obniżenie kosztów produkcji.

## Konsolidacja przedsiębiorstw wielkiej syntezy chemicznej

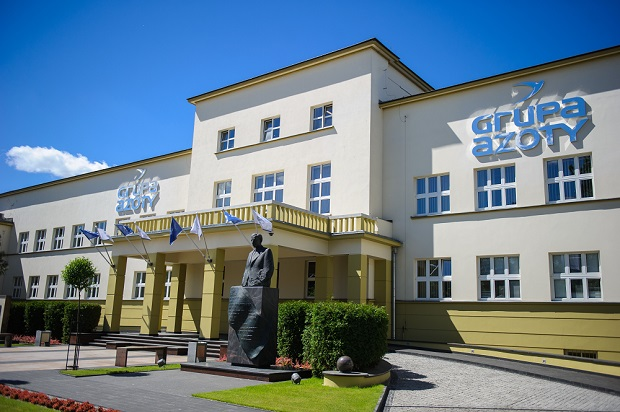
Budynek Dyrekcji (2013)

Od 2010 r. Azoty Tarnów realizują proces konsolidacji największych przedsiębiorstw chemicznych w Polsce. Pierwszym znaczącym wydarzeniem było nabycie przez spółkę 100% udziałów w Unylon Polymers GmbH w Guben/Niemcy – przedsiębiorstwa będącego producentem poliamidów. Nowy podmiot wszedł w skład Grupy Kapitałowej Azoty Tarnów oraz zmienił nazwę na ATT Polymers.
Kolejnym krokiem było rozpoczęcie konsolidacji polskiej branży chemicznej, która polegała na fuzji największych w kraju spółek z tego sektora. Pierwszym etapem całego przedsięwzięcia było połączenie Zakładów Azotowych w Tarnowie z Zakładami Azotowymi w Kędzierzynie-Koźlu (ZAK S.A.). Proces ten polegał na zakupie przez Azoty Tarnów pakietu 52,6% akcji serii B ZAK S.A. w ramach emisji przeprowadzonej przez Skarb Państwa. Cała transakcja opiewała na sumę 150 mln złotych.
W 2011 r. podjęto decyzję o połączeniu Azotów Tarnów z Zakładami Chemicznymi w Policach (koło Szczecina), których ok. 60% akcji posiadał Skarb Państwa. Zarządy obu spółek były przychylnie nastawione do konsolidacji. Tarnowskie zakłady po uzyskaniu zgody Urzędu Ochrony Konkurencji i Konsumentów oraz wobec braku sprzeciwu ze strony niemieckiego Federalnego Urzędu Kartelowego, rozpoczęły zbieranie środków niezbędnych do przeprowadzania transakcji. Fundusze na kupno pakietu kontrolnego akcji ZCh Police udało się zebrać m.in. dzięki emisji 25 mln akcji serii C, zatwierdzonej przez Komisję Nadzoru Finansowego. Pozyskane w ten sposób fundusze pozwoliły nie tylko na przejęcie kontroli nad Policami, ale także na odkupienie od Skarbu Państwa kolejnych 40% akcji Zakładów w Kędzierzynie.
W 2012 r. Azoty Tarnów stały się celem wrogiego przejęcia ze strony rosyjskiego Acronu. 16 maja Rosjanie chcieli przejąć kontrolę nad polska spółką chemiczną za pośrednictwem spółki zależnej Norica Holding S.à r.l, ogłosili wezwanie na akcje Zakładów Azotowych w Tarnowie-Mościcach, po cenie 36 zł za sztukę. Acronowi udało się nabyć jedynie 12% akcji. Kroki podjęte przez zarząd spółki oraz Ministerstwo Skarbu (m.in. przez przyjęcie przez parlament Ustawy o kontroli niektórych inwestycji) pozwoliły zabezpieczyć przedsiębiorstwo przed wrogim przejęciem.
13 lipca 2012 r. miało miejsce wezwanie do sprzedaży 6 mln 116 tys. 800 akcji Zakładów Azotowych w Puławach po 110 zł za sztukę. W wyniku wezwanie Zakładom w Tarnowie udało się pozyskać 10,3% akcji puławskich Zakładów. Wezwanie to było pierwszym etapem konsolidacji dwóch największych firm chemicznych w Polsce. Koncepcję konsolidacji Zakładów w Puławach z Azotami Tarnów poparło Ministerstwo Skarbu Państwa oraz związki zawodowe. 15 listopada 2012 r. władze Zakładów Azotowych w Tarnowie i w Puławach zawarły umowę określającą zasady współpracy oraz prowadzenia negocjacji. Następnie doszło do emisji akcji Azotów Tarnów, dostępnych wyłącznie dla akcjonariuszy puławskiej spółki. Wymieniali oni posiadane przez siebie akcję Zakładów w Puławach na akcje tarnowskiej spółki w stosunku 1:2. Do pełnej realizacji tego etapu potrzebna była jeszcze tylko zgoda Komisji Europejskiej na fuzje obu spółek, która została wydana 13 stycznia 2013 r. Finalnie Azoty Tarnów w drodze skupu nabyły 95% akcji Zakładów Azotowych w Puławach. Połączenie zakładów w Tarnowie, Puławach Policach, Kędzierzynie-Koźlu pozwoliło na powstanie jednej z największych firm nawozowych w Europie działającej pod nazwą Grupa Azoty, skupiającej około 75-80 proc. krajowej produkcji nawozów.
21 listopada 2013 r. spółka kupiła od Skarbu Państwa 85% akcji jedynego na świecie producenta siarki metodą wytapiania, Kopalni i Zakładów Chemicznych Siarki „Siarkopol” S.A. w Grzybowie. Wartość transakcji wynosiła ok. 400 mln złotych.
Kolejny ważnym wydarzeniem w historii spółki było nabycie przez Grupę Azoty Zakłady Chemiczne „Police” S.A., kopalni fosforytów w Senegalu. Umowa zakupu opiewająca na 28,5 mln dolarów pozwoliła Zakładom w Policach na nabycie 55% akcji spółki AIG. Dzięki tej inwestycji spółka zależna wobec Grupy Azoty zapewniła sobie własne źródło surowcowe, niezbędne do produkcji nawozów fosforowych i wieloskładnikowych, charakterystycznych dla jej działalności.

## Dyrektorzy Naczelni (od 1994 roku prezesi zarządu)

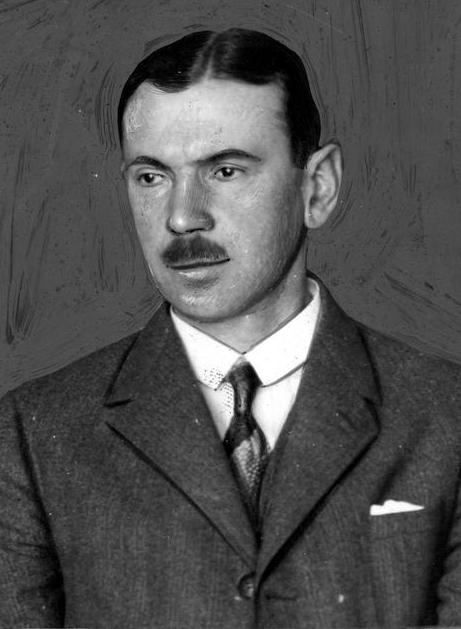
Romuald Wowkonowicz

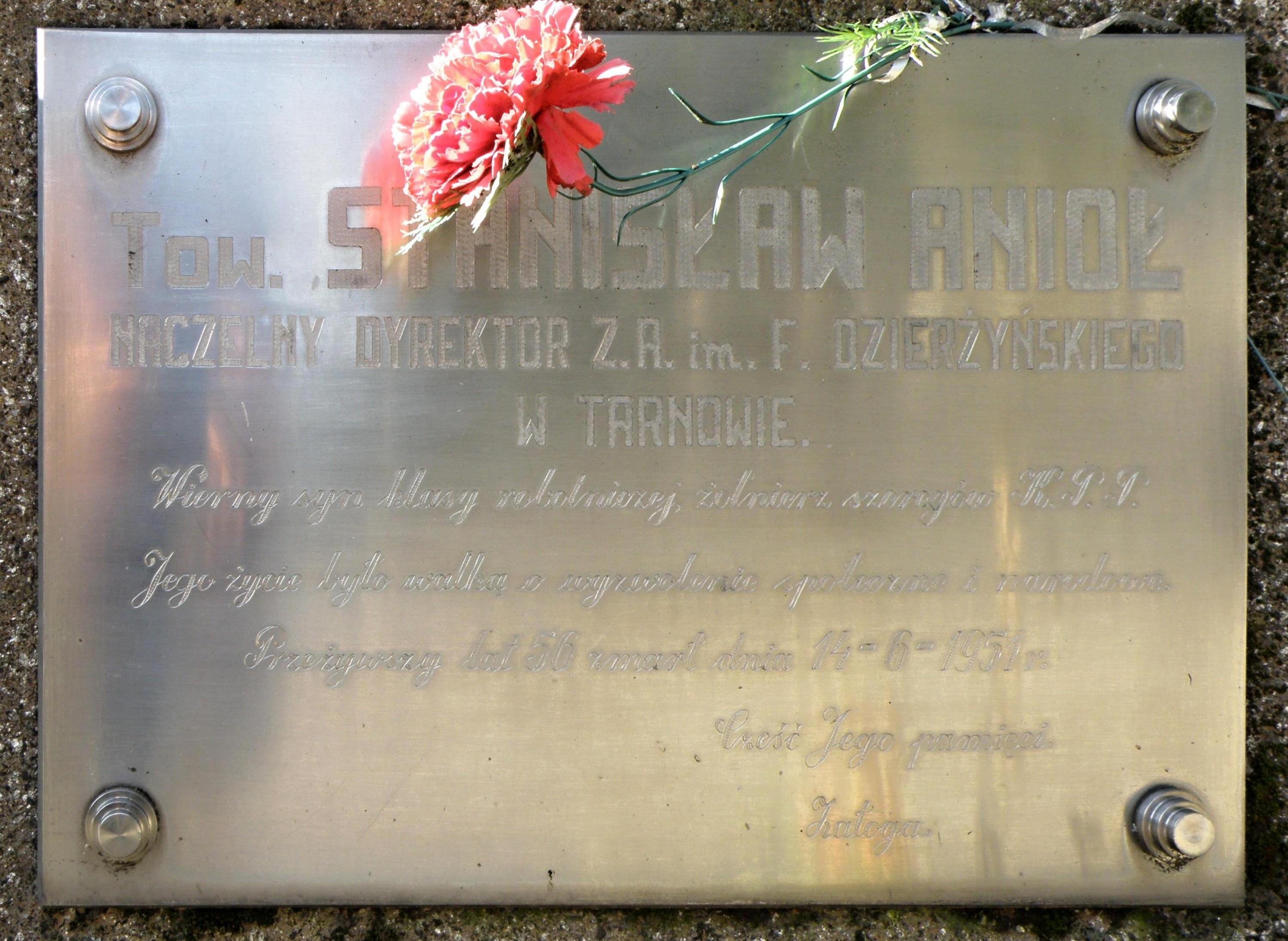
Stanisław Anioł

- 1927–1929 – Tadeusz Zwisłocki (Dyrektor Naczelny PFZA w Budowie)
- 1929–1933 – Romuald Wowkonowicz (Dyrektor Techniczny PFZA)
- 1930–1933 – Eugeniusz Kwiatkowski (Dyrektor Naczelny PFZA i ZFZA)
- 1936–1939 – Czesław Benedek (Dyrektor Naczelny ZFZA)
- 1945–1946 – Stanisław Żuczkiewicz
- 1946 – Hugo Trzebicki
- 1946–1948 – Józef Szymański
- 1948–1951 – Stanisław Anioł
- 1951–1952 – Stanisław Lau
- 1952 – Mieczysław Gołąb
- 1953–1958 – Henryk Gładecki
- 1958–1978 – Stanisław Opałko
- 1978–1988 – Jerzy Pyzikowski
- 1988–1994 – Andrzej Kasznia
- 1994–1999 – Stanisław Maciejczyk
- 1999–2001 – Antoni Barwacz
- 2001–2006 – Ryszard Ścigała
- 2006 – Jarosław Żołędowski
- 2006–2008 – Jarosław Wita
- 2008–2013 – Jerzy Marciniak
- 2013–2016 Paweł Jarczewski
- 2016 – Mariusz Bober